# キラキラ☆アキラ
『キラキラ☆アキラ』（KIRAKIRA☆AKIRA）は、曙はるによる日本の漫画作品。

## 概要
『まんがタイムファミリー』（芳文社）誌上にて2007年5 - 6月号ゲスト掲載を経て同年7月号より2011年5月号まで連載。2011年6月号に坂口涼子を主役とした「特別編」を掲載、単行本未収録。曙はるにとっての初のオリジナル連載漫画である。
高校生の美波アキラと、その幼馴染である林桃太郎の学校生活を中心とした、日常を描いた4コマ漫画。

## 主な登場人物

### 2人の主人公
美波 アキラ
6月生まれの高校1年生。クラスはA組。初登場時は15歳で、第2回で16歳となった。父親は仕事で海外にいるため、母親と2人でマンションの301号室で暮らしている。
真下の部屋に住む桃太郎とは幼馴染であり、10年前から縄梯子を使って毎日ベランダから彼の部屋を訪れている。彼とは昔から非常に仲が良いが、天真爛漫な性格故に幼い頃からの延長線上の気持ちで彼に接しており、異性という意識は薄いようだ。
部活には所属していないが、運動神経抜群で様々な運動部に助っ人を頼まれており、放送部でも人気の臨時パーソナリティを務め、それ以外の部からもチアガール（応援要員）として呼び出されるという、学校1の人気者である。ただし水泳はまったくできず、手先もあまり器用ではない。数学も苦手で赤点を取っている。
桃太郎から16歳の誕生プレゼントとして貰った400円の髪留めを大事にしている。
1人っ子であり、兄や姉を持つことに憧れている。父を単身で海外に行かせたことに罪悪感を持ってはいるが、桃太郎と離れることはそれ以上に嫌がっている。
林 桃太郎
3月生まれで、現在はアキラの同級生。両親と兄との4人家族で、マンションの201号室に住む。アキラからは「桃ちゃん」と呼ばれている。
手先が非常に器用で家庭科部に所属しており、料理も裁縫も得意。お弁当選手権の優勝経験もある。アキラの弁当も毎日作っている。
体型は太目で、運動能力はかなり低い。アキラ同様数学で赤点を取っている。
アキラとは昔から変らず交流しているが、彼女を異性として意識し始めている。性格はお人好しだが怖がりでもあり、彼自身が縄梯子を使うことは殆どない。
チョコレートはアーモンドチョコが好み。
自宅のベランダは、コマによってアキラ宅のベランダよりせり出していたりいなかったりする。

### 2人を取り巻く人々
美波 ヒカル
アキラの父。第10回に電話で声だけの後、第13回で初登場。 絶滅危惧種の動物を研究している学者で、17歳の頃から眼鏡をかけている。イリコが好物。
5年前、アキラが桃太郎と離れることを理由に海外行きを拒んだため、単身海外へ渡り、研究を続けている。仕事が忙しいため、5年間で3度しか帰国できなかった。
子供のような性格で、海外から様々な奇妙なグッズを送ってくる。娘の父として、桃太郎には多少嫉妬している。兄が2人いる。
美波 ナナ
アキラの母。旧姓は「野々村」で、夫とは家が隣同士の幼馴染であった。包丁の輪切りが下手だとは本人の弁。趣味は読書。
桃太郎の父
眼鏡をかけた初老の男性。林家の家長だが、あまり登場しない。
桃太郎の母
第1回から登場。アキラに翻弄される桃太郎に度々ツッコミを入れる。
林 光太郎
桃太郎の4歳上の兄で、大学生。第1回から登場。弟同様裁縫は得意。喫煙者。
チェックが細かい性格で、さりげなくアキラのボディサイズを調べ上げるなど、抜け目のない人物でもある。
アキラからは「お兄ちゃん」と呼ばれ、実の兄のように懐かれている。弟がアキラに送った髪留めには、母と2人で難色を示していた。
名前が明かされたのは第15回であり、それまでは「桃兄」と表記されていた。
坂口 涼子
第4回から登場。1年B組所属。水泳部員で、水をこよなく愛している。同時に雨女でもある。
性格は姉御肌で面倒見も良いが、水泳に関しては厳格な鬼コーチと化す。
同じクラスの青島の子供じみた行動を観察するのが趣味。成績に赤点は無い。
気になる異性がおらず、恋愛中の他の女子を羨んでいたが、年上故の魅力を持った光太郎に惹かれ始める。進展しないアキラと桃太郎の仲を密かに応援している。自宅は2人のマンションとは違う方向にある。
1人暮らし中の姉のことを口では鬱陶しがっているが、本心では別居を寂しがっている。母親はよくカリントウを買い過ぎるらしい。
アキラとはクラスは違うが、なぜか初登場時は同じ教室で席に付いて弁当を食べていた。
青島
第7回から登場。坂口の左隣の席の男子で、陸上部所属だが単行本の記述によると幽霊部員らしい。
部の応援に来るアキラに恋するようになり、告白はしたものの、無邪気な彼女にはそれが告白だと認識してすらもらえなかった。以来、あの手この手で彼女に近付こうとする。
デリカシーに欠ける性格で、思考はかなり単純。子供じみた言動を取っては坂口からツッコまれている。兄弟はいない。
勉強は苦手で、全教科において赤点を取っている。
牧 羊子
第16回から登場。桃太郎の左隣の席の女子で、漫画研究会に所属している。
性格は内気。1人で漫画の世界に篭るのが好きで、繊細な人間を自称しているが、芯は強い。漢らしい作品（坂口談）を描く。
青島の性格を苦手としていたが、次第にその存在が気になり始め、同時にいかにもな恋愛少女漫画を描くようになって行く。彼からは「ヨーコさん」、他のレギュラー達からは「牧さん」と呼ばれている。通信簿に1と2は無いらしい。
カヨ
第1回から登場しているが名前が明かされたのは連載3年目。アキラの同級生で、放送委員を務める黒髪の女子。
アキラと仲が良い。田中という彼氏がいる。
アヤ
同じく第1回から登場。カヨと共に放送委員を務める長髪の女子。
常にカヨと一緒に登場する。中田という彼氏がおり、カヨとお互いを冷やかし合っている。
山田 たいぞー
第6回から登場。アキラの隣室である302号室に住む少年で、両親は共働き。両親の留守中にアキラと桃太郎が面倒を見たことで、2人に懐いた。
2人の仲の良さを不思議がっている。悪戯好き。
坂口の姉
坂口涼子の姉。本名は不明。
アパートで1人暮らしをしながら、ファーストフードショップ「モリモリバーガー」で働いている。
マイペースな性格で、妹が店に来ると周囲を憚らずに構おうとする。
2人で海外旅行に行く仲の彼氏がいる。

## 単行本
曙はる『キラキラ☆アキラ』 芳文社〈まんがタイムコミックス〉 全3巻
1. 2008年10月7日発売 ISBN 978-4-8322-6680-3
2. 2009年12月7日発売 ISBN 978-4-8322-6802-9
3. 2011年4月7日発売 ISBN 978-4-8322-6954-5